# 시화방조제
시화방조제(始華防潮堤, 영어: Sihwa Seawall)는 경기도 시흥시 정왕동 시화호 간척 지대와 안산시 단원구 대부동 대부도를 잇는 방조제이다. 1987년 4월 착공하여 1994년 1월 24일에 최종 물막이를 완료했다. 또한, 이와 함께 2차선 도로가 지방도 제301호선으로 개설되어 시화 지구와 대부도를 잇는 도로 기능도 가지고 있다.

## 계획과 건설

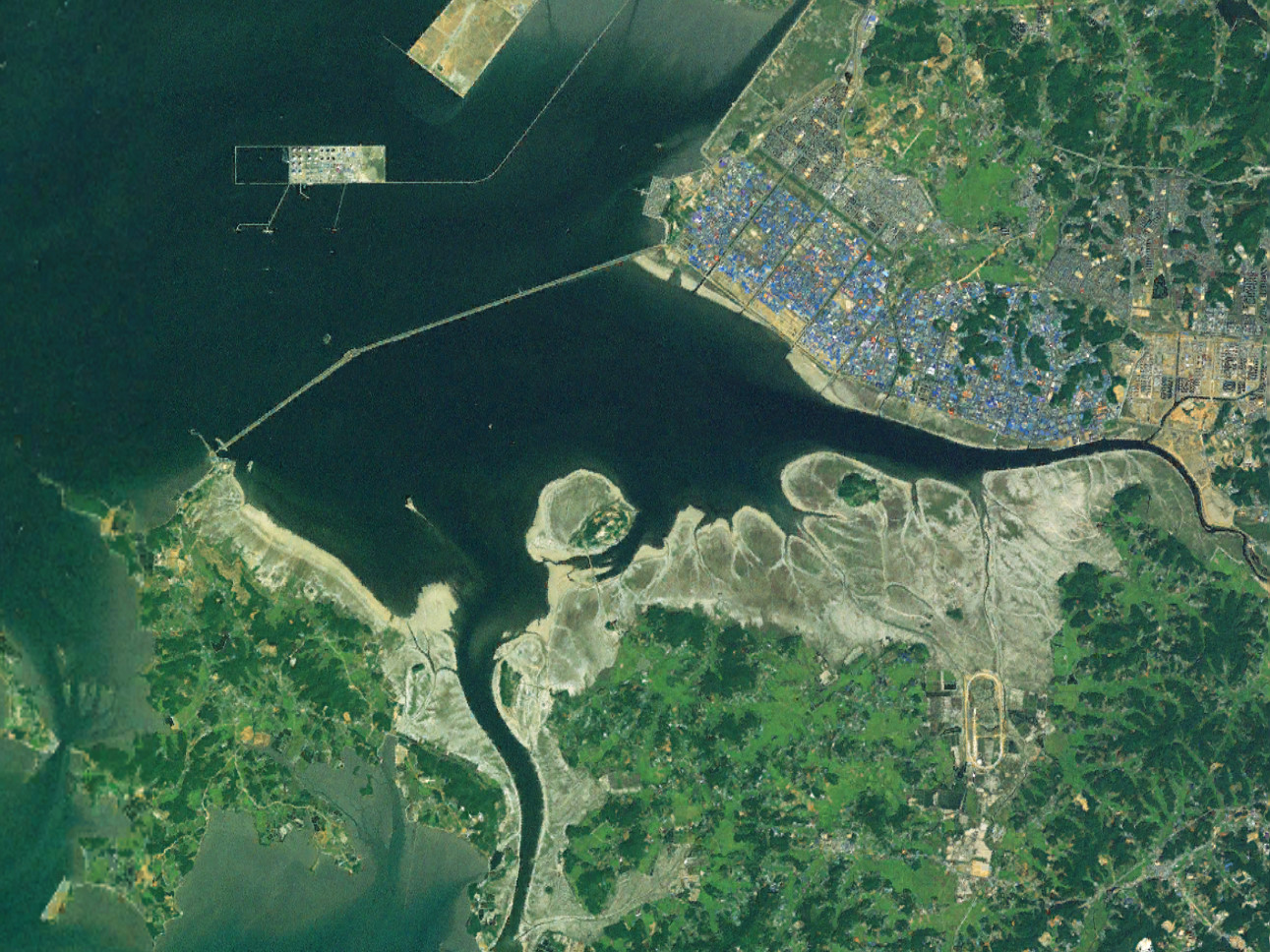
위성 사진.

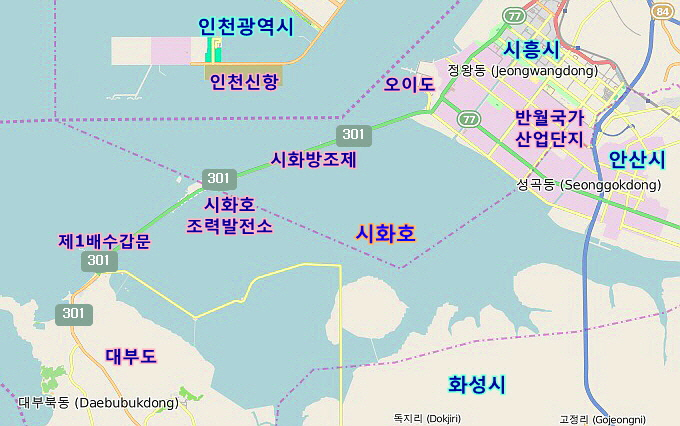
시화방조제와 주변 지리.

1985년 대한민국 경제기획원이 발표한 '시화지구 간척사업계획'에 따라 계획되었다. 시흥군 군자면과 화성군 대부면의 12.6km를 연결하여, 1억8000만톤의 담수호를 만든다는 것. 1단계로 방조제와 배수갑문, 830만평의 공단부지를 만드는 것, 2단계로 5300만평의 농지를 만들어 90년대 말까지 마무리 한다는 것이다. 간척공사는 산업기지개발공사가, 방조제 공사는 농업진흥공사가 나눠 맡는다는 것이었다. 이에 따라 1987년 4월 30일 착공하였다. 방조제 축조에는 11개의 건설회사가 참여해 불도저 28대 등 400여대의 각종 장비를 투입하였다. 오이도에서 채취한 토석으로 폐염전과 갯펄을 매립하여 나갔다. 이는 조차가 최고 8.8m인 곳에 바닥폭 2~300m, 상부폭 30m, 높이 27m의 당대 최장 길이 둑을 세우는 것으로 토목계에서는 모험으로 평가하고 있었다. 더불어 물을 빼내기 위한 배수갑문 공사도 가물막이와 구조물 공사가 진행되었다.

## 부대시설과 주변 지리

### 시화호조력발전소
2011년 완공한 '시화호조력발전소'(Sihwa Lake Tidal Power Station)는 수자원공사가 운영하는 조력발전소이다. 방조제 중간의 작은가리섬 인근 13만8천m2에 사업비 3551억 원을 들여 2004년 착공했다. 조력발전 시설용량으로는 254MWh로 세계 최대를 기록중이다. 공원과 휴게소, 과학전시관과 전망대가 함께있어 많은 이들이 찾는 안산시의 관광명소로 자리하고 있다.

### 시화지구개발사업기념공원
2003년 개장한 '시화지구개발사업기념공원'은 오이도기념공원으로도 불리는 공원이다. 수자원공사가 방조제 오른쪽 끝의 1만9천m2에 24억원을 투입해 조성하였다. 전망대, 인라인스케이트장, 갯벌광장, 자전거대여소로 이루어져있다. 한때 주말에 1000여명이 방문하는 공원이었으나, 2011년 2월 부지와 시설물이 시흥시에 기부되었고 사정이 바뀌었다. 예산 부족을 들어 기존에 두던 관리인을 두지 않은채 관리를 포기한 것. 이에 시설이 방치되다가 2014년 시흥시의 오이도역사공원 계획이 승인되면서 철거를 앞두게 되었다.

## 영향

### 대부도 인근 어민들의 피해
방조제 공사는 대부도 인근의 어업에 타격을 주었다. 1986년 영흥도 주변 양식장으로 오수와 바닷진흙이에 흘러들었고, 인근의 어폐류 수확이 줄어들고 있는데다, 완공된 뒤에는 어장을 잃게 된 것. 이에 어민들이 보상을 요구하였고, 한국수자원공사는 군산수산전문대학에 조사를 의뢰한 결과 29개 어장에서 256억4800만원의 피해가 발생할 것으로 예측되었다. 하지만 예산부족을 들어 생계보조금만을 준 뒤 2년간 보상을 미루자 경기도가 일부를 지급해주기에 이른다.

## 사건·사고

### 시화호 토막살인 사건
2015년 4월에 발생한 토막 살인 사건이다. 47살의 조선족 김하일이 42살의 조선족 동거녀 한 모씨를 살해하였다. 시체를 토막내고 가방과 비닐봉투에 나눠 담아 방조제 인근 5곳에 버렸다. 이를 방조제를 지나던 관광객이 발견하면서 수사가 시작되었고, 눈치챈 용의자가 자수하면서 사건이 종결되었다.

## 갤러리

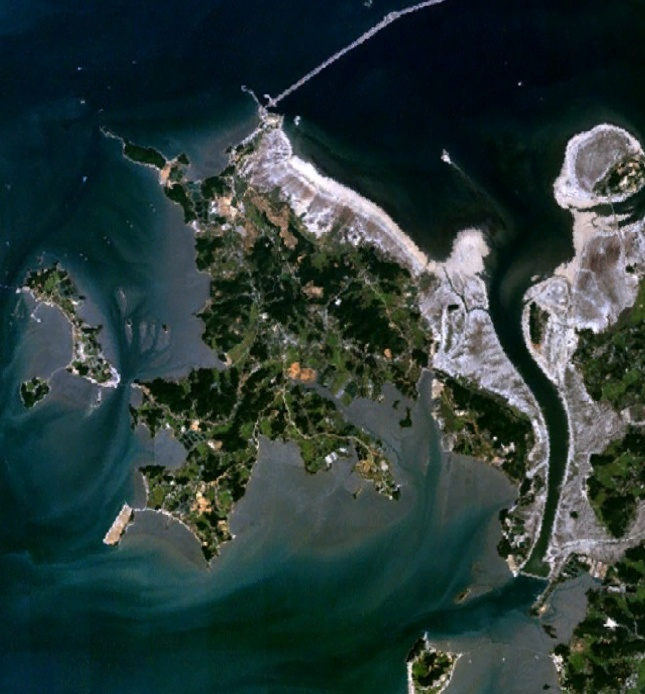
대부도 위로 작게 보이는 방조제와 시화호조력발전소.
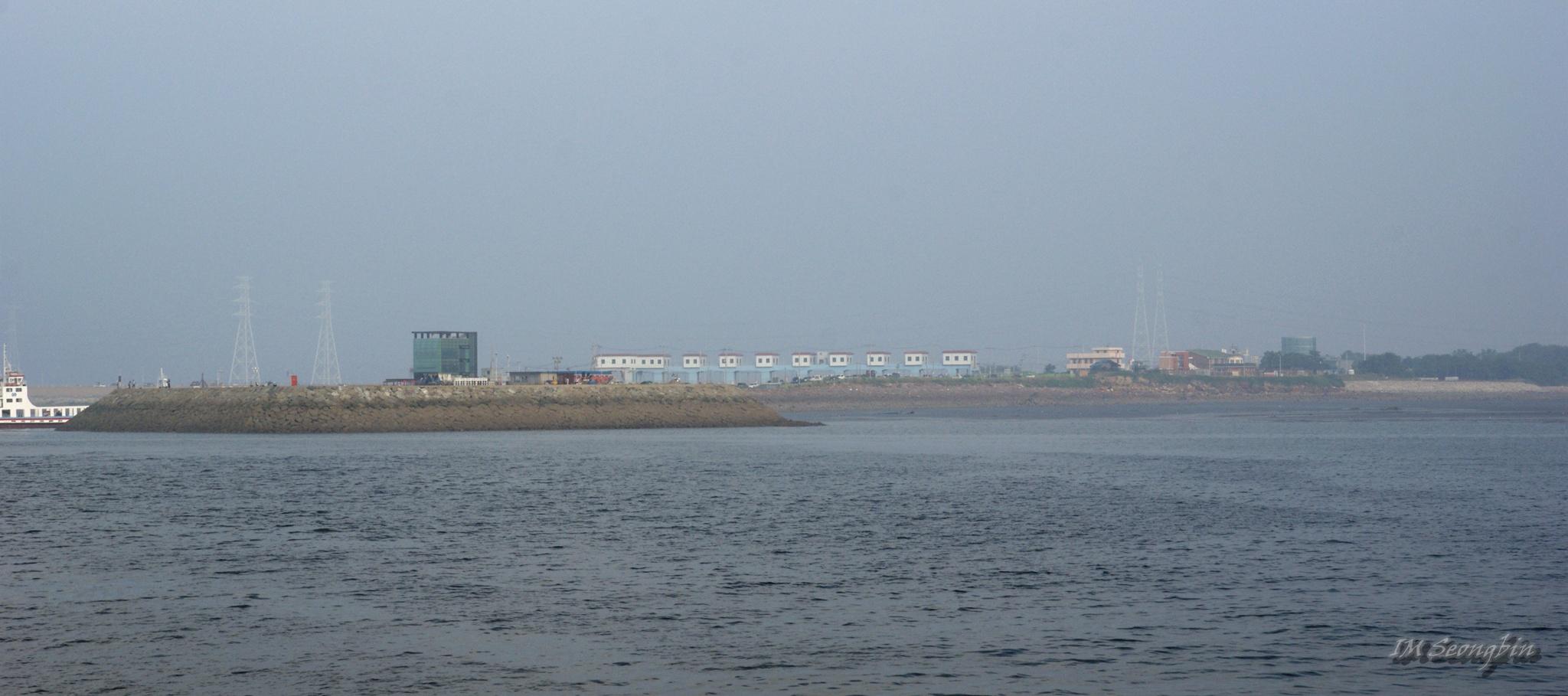
제1 배수갑문.

## 같이 보기
- 송도갯벌
- 송도국제도시
- 송산그린시티
- 새만금 방조제
- 반월국가산업단지
- 안산갈대습지공원